# Tălmaciu
Tălmaciu (deutsch Talmesch, siebenbürgisch-sächsisch Talmesch, ungarisch Nagytalmács) ist eine rumänische Kleinstadt im Kreis Sibiu in der Region Siebenbürgen.

## Lage der Ortschaft
Die Stadt liegt an der Europastraße 81, 18 Kilometer außerhalb der Kreishauptstadt Sibiu (Hermannstadt) in südlicher Richtung. Auf dem Gebiet von Tălmaciu mündet der Sadu (Zoodt) in den Cibin (Zibin).

## Geschichte
Die Siedlung wurde 1265 erstmals urkundlich erwähnt. Aufgrund seiner unmittelbaren Nähe zum strategisch überaus wichtigen Roten-Turm-Pass stand Talmesch im Lauf der Jahrhunderte wiederholt im Zentrum der historischen und kriegerischen Ereignisse.
Die Burg, die im Mittelalter nahe Talmesch errichtet wurde, ließ Matthias Corvinus im 15. Jahrhundert zerstören, weil sie sich gegen die türkischen Angriffe als zu wenig resistent erwiesen hatte.
Russische Truppen kämpften 1849 bei Talmesch gegen die ungarische Honvéd-Armee unter József Bem. Auch im Ersten Weltkrieg war Talmesch Schauplatz von Kampfhandlungen.
1989 wurde die Ortschaft zur Stadt erhoben.

## Verkehr
Die Ortschaft liegt an der stark befahrenen Nationalstraße DN7, hier Teil der Europastraße 81, der wichtigsten Straßenverbindung Zentral- und Südsiebenbürgens mit Rumäniens Süden. Außerdem befindet sich in Tălmaciu eine Eisenbahnhaltestelle der CFR.

## Sehenswürdigkeiten
- Ruine der Burg Landskrone (rumänisch Cetatea Tălmaciu; ungarisch Talmácsváro), 1370 erstmals urkundlich erwähnt
- Evangelische Kirche, 13. Jahrhundert (massive Umbauten im 19. Jahrhundert)
- Nikolauskirche, rumänisch-orthodox (errichtet 1938–1941)

## Persönlichkeiten
- Adolf Armbruster (1941–2001), Historiker siebenbürgisch-sächsischer Herkunft
- Pet Halmen (1943–2012), Bühnen- und Kostümbildner sowie Regisseur

## Städtepartnerschaften
- Vitré in Frankreich, seit 1999